# شاه ملك (والي خوارزم)
شاه ملك كان رئيسًا لقبيلة من الأتراك الغزية في يبغوس في جند تركستان وينجي كنت [الإنجليزية] (مدينتان بالقرب من مصب نهر سير سيحون)، وكان أيضًا شاه خوارزم الأنوشتكيني في الفترة (1041 – 1042 م).

## الحياة
كان شاه ملك يحمل لقب يبغو [الإنجليزية] (الزعيم التقليدي للأوغوز). في عام 1034، انفصل السلاجقة، ممثلو قبيلة القينيق من الأتراك الغزية الذين كانوا في وقت سابق جزءًا من دولة ياغوز الغزية، عن ياغوز وانتقلوا إلى خوارزم بدعوة من حاكمها الغزنوي هارون. وفي معركة بين شاه مالك والسلاجقة، هُزم الأخيرون وأُجبروا على اللجوء إلى خراسان الغزنوية.
في عام 1038، منح السلطان الغزنوي مسعود شاه ملك لقب خوارزم شاه. وقد فعل ذلك على أمل أن يتمكن شاه ملك من الإطاحة بخليفة هارون، إسماعيل، الذي أصبح عدوًا للغزنويين. وفي شتاء عام 1040/1041 م، قاد شاه ملك قواته عبر الصحراء إلى خوارزم. وبعد أن خاض معركة طويلة ضد قوات إسماعيل، خرج منتصرًا، مما أجبر إسماعيل على الفرار. وبذلك احتل العاصمة غرغانج ووضع اسم مسعود الغزنوي في الخطبة لتثبيت شرعيته، على الرغم من أن مسعود كان قد مات في ذلك الوقت.

## الوفاة
مع انتصاره باسمهم، إلا أنه لم يسمح السلاجقة لشاه ملك بالبقاء في خوارزم. نزل الحاكم السلجوقي طغرل وأخوه تشغري على خوارزم في عام 1042 وأجبروه على الخروج من الولاية. اختار الفرار إلى كرمان ثم مكران (ربما كانت أراضيه في جند تركستان وينجي كنت [الإنجليزية] محتلة من الأتراك القبجاق، مما منعه من العودة إلى هناك). وفي نهاية المطاف قُبض عليه في مكران وسُلم إلى جغري بيك، الذي أنهى حياته.
تزوجت زوجة شاه ملك ألتون جان خاتون من طغرل حوالي عام 1043، وبقي ابنهما أنوشيروان معها بعد زواجها.

## فهرس
- "التونتاس." الموسوعة الإيرانية. 15 نوفمبر 2006. < http://www.iranicaonline.org/articles/altuntas >